# Francisco Ayres
Francisco Ayres é um município brasileiro do estado do Piauí. Localiza-se na região imediata de Floriano, bem como, na região intermediária de Floriano. Localiza-se a uma latitude 06º37'23" sul e a uma longitude 42º41'34" oeste, estando a uma altitude de 125 metros. Sua população em 2022 era de 4.412 habitantes e sua área territorial é de  656.475 km².